# Катвауде
Катвауде (нід. Katwoude) — село в нідерландській провінції Північна Голландія, на узбережжі штучного озера Маркермер. Входить до муніципалітету Ватерланд.
Його площа становить 7,03 км², а населення станом на 2021 рік складало 335 осіб.
Перша згадка про населений пункт датується 1310 роком.
До 1991 року мало статус окремого муніципалітету.

## Галерея

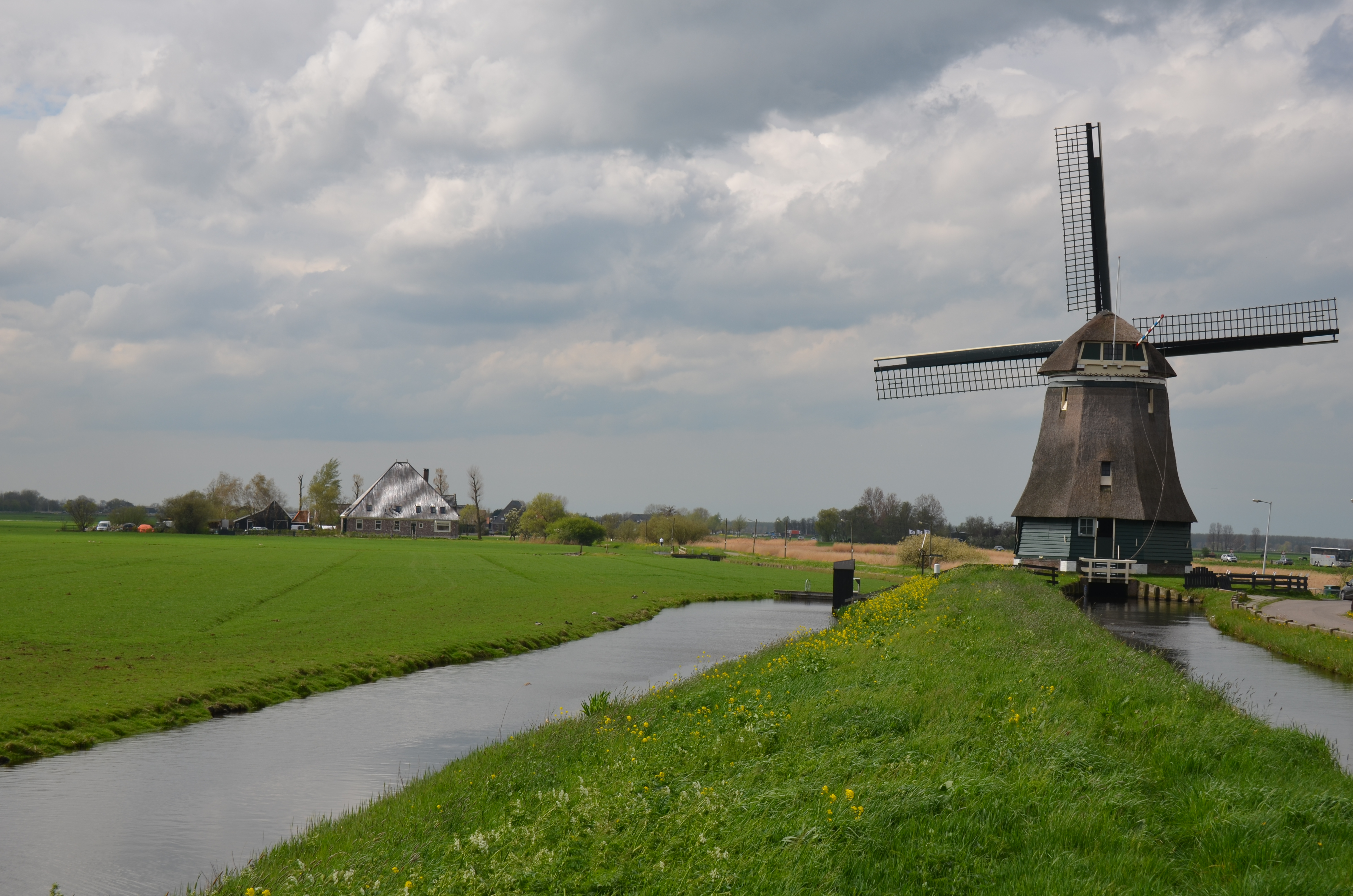
Вітряк
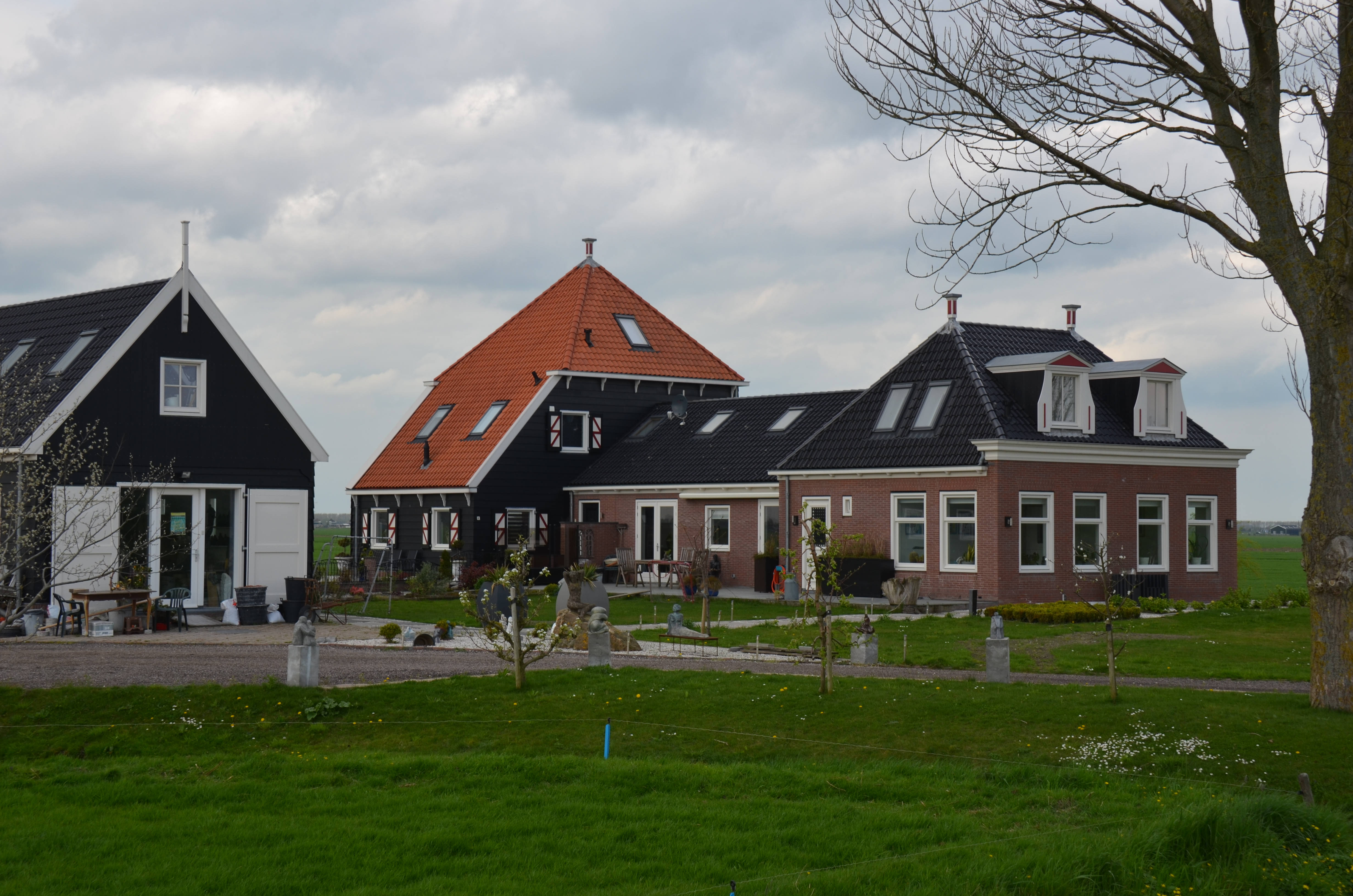
Ферма у Катвауде
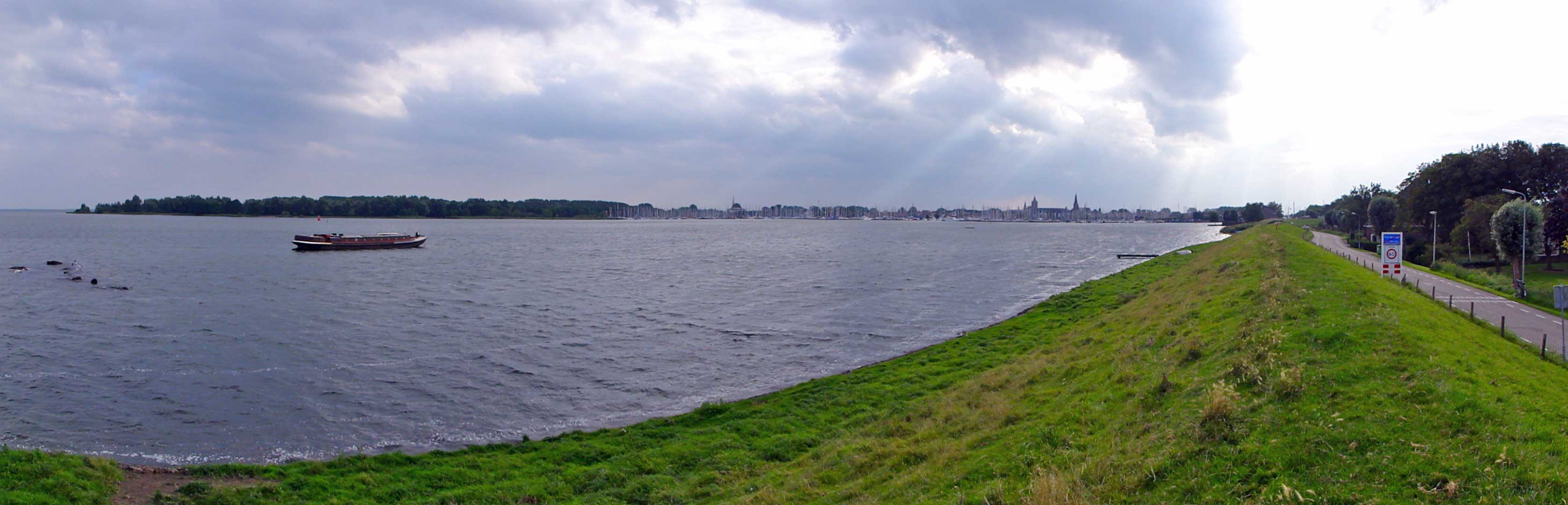
Вид на Моннікендам з Катвауде
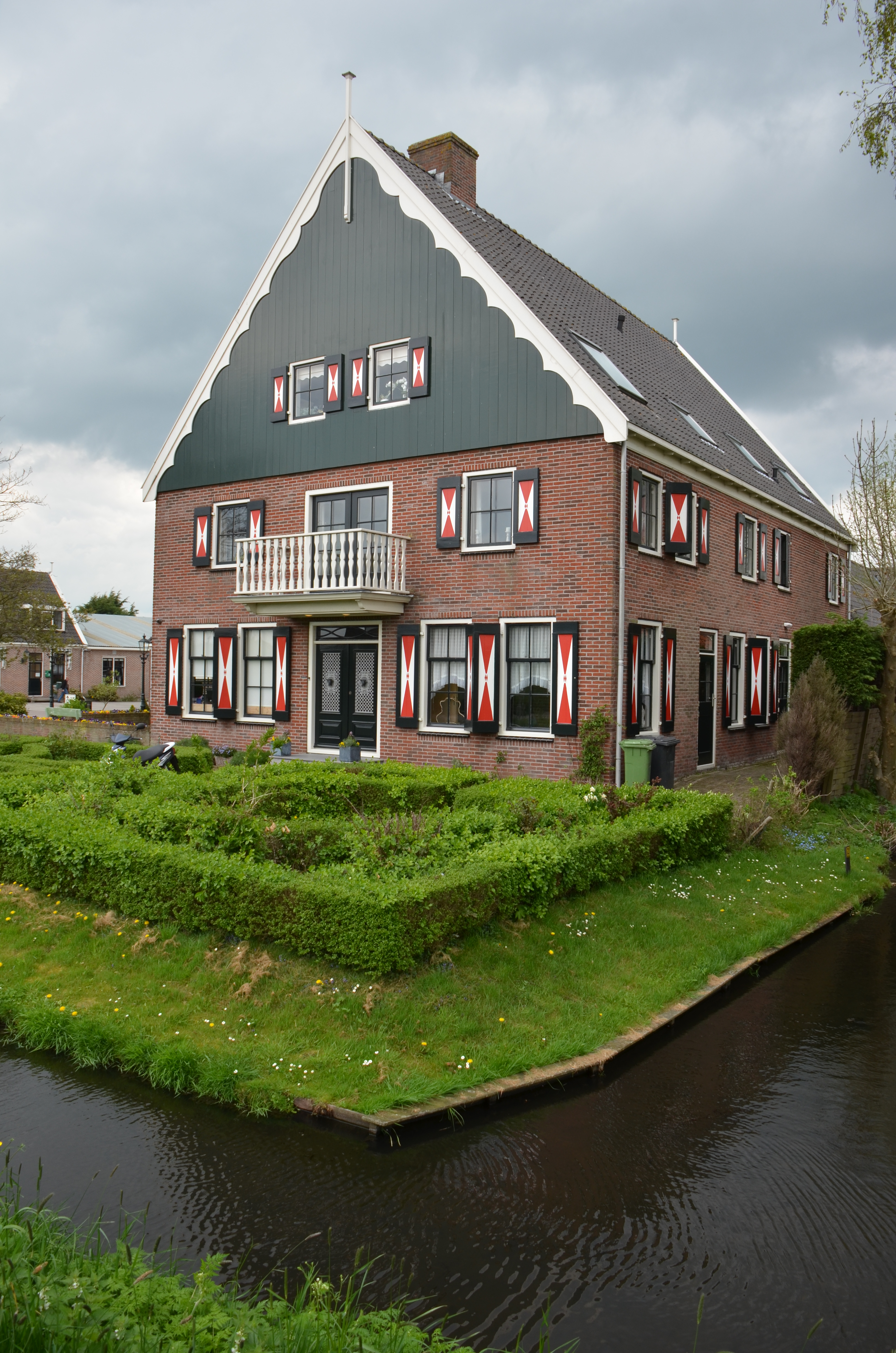
Сироварня у селі